# 臧哈
臧哈（1996年3月14日—），中国男子赛艇运动员，2022年赛艇世界杯波兹南站男子四人双桨金牌得主、2022年赛艇世界杯贝尔格莱德站男子四人双桨金牌得主、2022年亚洲运动会男子四人双桨金牌得主。